# Carolina Dybeck Happe
Carolina Dybeck Happe (* 26. Juli 1972 in Stockholm, Schweden) ist eine schwedische Managerin und Finanzexpertin. Sie ist seit März 2020 CFO von General Electric und seit Juni 2016 im Aufsichtsrat von E.ON.

## Leben
Dybeck Happe studierte an der Universität Uppsala und erwarb einen Master of Science-Abschluss in Wirtschaftswissenschaft. Danach arbeitete sie für EF Education First in den Vereinigten Staaten, der Schweiz und Russland. Im Jahr 2000 wurde sie Chief Financial Officer (CFO) der Establish Aktiebolag. Zwei Jahre später wechselte Dybeck Happe zu ASSA ABLOY. Dort war sie in Berlin CFO für die deutschsprachigen Länder und seit 2006 CFO in Großbritannien in Großbritannien. Im Jahr 2011 ging sie als CFO zum Kunststoff-Konzern Trelleborg AB.
Dybeck Happe kehrte im folgenden Jahr als Chief Financial Officer zum Mutterkonzern der ASSA ABLOY in Schweden zurück. Unter ihrer Mitwirkung stieg die Aktienrendite auf 160 Prozent und Umsatz und Profite erreichten zweistellige Zuwachsraten. In der gleichen Funktion und als Executive Vice President wechselte sie 2019 zum dänischen Logistikkonzern A. P. Møller-Mærsk. Im November 2019 gab General Electric (GE) bekannt, dass Dybeck Happe die Nachfolge von Jamie Miller übernehmen werde. Diese war Präsidentin and CEO der GE Transportation, bevor sie 2017 CFO des Gesamtkonzerns wurde.
Dybeck Happe ist seit März 2020 Senior Vice President und Chief Financial Officer von General Electric. Den Wechsel zum Großkonzern kommentierte das Fachblatt CFO Magazine im Januar 2020 kritisch. – Seit Juni 2016 ist Dybeck Happe Mitglied im Aufsichtsrat des Essener Energiekonzerns E.ON SE und bis zur Hauptversammlung 2023 gewählt. Sie war 2019 zeitweise im Aufsichtsrat von Schneider Electric.
Dybeck Happe ist verheiratet und Mutter von zwei Kindern.